# Mercedes Fernández-Martorell
Mercedes Fernández-Martorell (Barcelona, 25 de noviembre de 1948) es una antropóloga española, profesora honorífica de la Universidad de Barcelona.Los principales campos de investigación de la profesora Fernández-Martorell son estudios de género y la antropología urbana.El año 2009 fue candidata al premio goya a la mejor dirección novel por la película ¿No queríais saber por qué las matan? POR NADA.

## Biografía
Es licenciada en Historia Moderna y doctora en Antropología Social por la Universidad de Barcelona.
Desde el año 1980 es profesora de Antropología en la Universidad de Barcelona. Imparte cursos sobre Antropología Urbana (trabaja sobre el cómo de la construcción y recreación de las máquinas sociales en contextos urbanos) y Antropología y Feminismo (trabaja sobre el devenir y los procesos de elaboración de la individualidad). Sobre ambos temas ha publicado diversas obras. 
Dirige el Observatorio sobre la Construcción y Recreación del Significado de Humanos OCRSH en la Universidad de Barcelona.
Funda la colección de Antropología y arqueología de la Editorial Mitre.
Es miembro fundadora del Consejo de Redacción de la revista Confluencias Psicoanálisis-Antropología. Miembro del Consejo de Redacción de la revista Anales de Antropología de México. Miembro del comité científico de la revista EHQUIDAD. Miembro del Consejo de Redacción de la revista HAFO Historia, Antropología y Fuentes Orales
Ha impartido conferencias y cursos en España: Universidad de Ciencias de la Información en Sevilla, Universidad de Derecho en el País Vasco, Colegio de Abogados de Granada, Universidad de Granada, Universidad de Málaga, Universidad de Historia de Huelva, Universidad de las Islas Baleares y otros centros. En Francia: la Escuela de Estudios Superiores en Ciencias Sociales de la Sorbona, París. En México: Universidad Pedagógica de la UNAM de México, D.F.. En Italia: Centro Internazionale di Etnohistoria, Génova. En México: Instituto de Investigaciones Antropológicas de la UNAM de México, D.F..

## Obra
Ha escrito libros y artículos en los que fórmula un proyecto antropológico sobre cómo los humanos auto-producimos nuestro significado y los procesos y conflictos que se generan en las prácticas socioculturales ideadas. Es "profesora" (?) titular del Departamento de Antropología Social y Cultural de la Universidad de Barcelona.
A partir de las obras Muerte en dos tiempos (1980) y Estudio Antropológico: Una comunidad judía (1983) establece y analiza cómo internamente los pueblos construyen y recrean su particular historicidad, inclusive en entornos multiculturales.
Escribe Antropología de la convivencia (1997) y La semejanza del mundo (2008) desde una aproximación crítica a la antropología estructuralista, comparativista y del parentesco.
Forma parte de la línea de intelectuales próximos a la corriente crítica y feminista que se expresó a partir del mayo del 68. Plantea que la antropología, desde sus inicios y en menor o mayor medida, es sexista y androcéntrica. En Subdivisión sexuada del grupo humano (1986) formuló cómo la diferencia de sexo se utiliza como instrumento de desigualdad y responde a una construcción sociocultural ya que la biología es, en sí, discurso cultural.

### Libros
- Estudio antropológico: Una Comunidad Judía (Barcelona, Mitre, 1984).
- Sobre el concepto de Cultura (Barcelona, Mitre, 1984).
- Leer la Ciudad (dir) (Barcelona, Icaria, 1988).
- Invención del género y vida en sociedad (Madrid, Vol. I UAM, 1988).
- Sexo y Edad: Instrumentos para la vida en común (Madrid, Vol I UAM, 1989).
- Creadores y vividores de ciudades. Ensayo de Antropología Urbana (Barcelona, Editorial EUB, 1996).
- Caminar con leyes para comer (Barcelona, Proa, 1996).
- Los otros vascos. Las migraciones vascas en el siglo XX. Prólogo (Madrid, Fundamentos, 1997)
- Antropología de la Convivencia (Madrid, Cátedra, col. Teorema, 1997)
- Crear seres humanos (México, UNAM, 2002)
- La Semejanza del mundo (Madrid, Cátedra, col. Teorema, 2008)
- Complejidad humana (México, Sb, 2008)
- Ideas que matan (Barcelona, Alfabia, 2012)[9][10]
- Capitalismo y cuerpo. Crítica de la razón masculina (Madrid, Cátedra, 2018)[11]

### Otras obras
- 60 Conceptos clave de la Antropología Cultural. Matriarcado; Medio; Tribu. (Barcelona, Daimon, 1982)
- Y Zeus engendró a Palas Atenea en: Ethnica, 19, 1983, Barcelona.
- Tiempo de Abel: la muerte judía en: Comentaris, 6, 1984, Barcelona.
- Muerte en dos tiempos: Católicos y judíos en: Antropologiaren III Batzarrea, San Sebastián, 1984.
- Subdivisión sexuada del grupo humano (Sevilla: ER, 1985)
- Sobre la identidad: la subdivisión (Barcelona, Fundación Caixa de Pensions, 1988)
- Créer des être humains (París, Gradhiva, 1997)
- La experiencia como invento (México D.F., Actas IV Seminario Internacional de Pedagogía, 2001)
- Construcción de la identidad humana (Bilbao, Actas Congreso de Multiculturalismo y extrangerías, 2005)
- El lado oscuro del vencedor (Barcelona, HAFO, vol 113, 2005)

### Entrevistas
- Entrevista a Julio Caro Baroja. Barcelona: Revista Comentaris d'Antropologia n.º 4, 1982.
- Entrevista a Claude Lévi-Stras en París. "La destrucción de las culturas ameríndias fue una verdadera catástrofe" y "Un clásico del pensamiento antropológico", Madrid, Diario 16 n.º 4190, 1989.

## Filmografía
- Dones 36. Barcelona; Ayuntamiento de Barcelona, Barcelona Televisión BTV canal 39, 1997. Dirección
- Ando pensando, Barcelona, Universitat de Barcelona, 2004. Dirección y guion. Film sobre el maltrato a las mujeres.
- ¿No queríais saber por qué las matan? POR NADA, Barcelona, productora Canónigo Films, 2009. Directora y coguionista. Docu-ficción sobre la violencia doméstica.[12][13][14]Fernández-Martorell fue nominada al premio goya a la directora novel.[3]

## Premios y reconocimientos
- Ganadora del premio 2o Internazionale di Studio Etnoantropologico Pitre- Salomone Marino, Palermo, Italia. 1978.
- Nominada a la mejor dirección novel de los Premios Goya el año 2009 por el filme ¿No queríais saber porqué las matan? POR NADA.[3]
- Distinción honorífica de la Universitat de Barcelona el año 2019.